# Curtomerus puncticollis
Curtomerus puncticollis är en skalbaggsart som först beskrevs av Fisher 1932.  Curtomerus puncticollis ingår i släktet Curtomerus och familjen långhorningar.
Artens utbredningsområde är Haiti. Inga underarter finns listade i Catalogue of Life.